# Реакція Нефа
Реакція Нефа (англ. Nef reaction) —
- 1. Реакція, що полягає в перетворенні натрієвих солей ациформ первинних або вторинних нітропарафінів у альдегіди або кетони під дією мінеральних кислот.[1][2][3]

R2CH–NO2 + NaOH → R2C=N(O)ONa —а→
→ [R2C(OH)–N(OH)2 → R2C(OH)–N=O] → R2C=O a: H2O, H+
- 2. Добування ацетиленових спиртів шляхом приєднання ацетиленідів металів до кетонів.

>C=O + M–C≡CH → >C(OH)C≡CH
Механізм реакції: